# San Fernando, Tamaulipas
San Fernando là một đô thị thuộc bang Tamaulipas, México. Năm 2005, dân số của đô thị này là 57756 người.